# Spinimegopis delahayei
Spinimegopis delahayei là một loài bọ cánh cứng trong họ Cerambycidae.